# 최현웅
최현웅(2003년 10월 9일 ~ )은 대한민국의 축구 선수이다. 포지션은 센터백이다. 현재 K리그2 충남 아산 소속이다.